# Lost Highway (album, Bon Jovi)
Lost Highway je desáté album americké rockové skupiny Bon Jovi. Vyšlo v roce 2007 a obsahuje 12 skladeb.

## Seznam písní
1. "Lost Highway" (4:13)
2. "Summertime" (3:17)
3. "(You Want To) Make A Memory" (4:36)
4. "Whole Lot Of Leavin'" (4:16)
5. "We Got It Going On" feat. Big & Rich (4:13)
6. "Any Other Day" (4:01)
7. "Seat Next To You" (4:21)
8. "Everybody's Broken" (4:11)
9. "Till We Ain't Strangers Anymore" feat. Leann Rimes (4:43)
10. "The Last Night" (3:32)
11. "One Step Closer" (3:35)
12. "I Love This Town" (4:36)

## Sestava
- Jon Bon Jovi – zpěv
- Richie Sambora – kytary, doprovodné vokály
- Tico Torres – bicí, perkuse
- David Bryan – klávesy
- Hugh McDonald – baskytara
- Big & Rich – zpěv (We Got It Going On)
- LeAnn Rimes – zpěv (Till We Ain't Strangers Anymore)

## Zajímavosti
- Album Lost Highway zaznamenalo tento úspěch: První místo v USA, Kanadě, Japonsku, Německu, Rakousku a Švýcarsku. Druhé místo v Austrálii, Novém Zélandu, Velké Británii a Španělsku. Třetí příčka ve Finsku, čtvrtá ve Švédsku a mimo jiné i devátá v České republice.

- Album získalo tato ocenění: platinové 3x v Kanadě, 2x v Rakousku, 1x v USA, Německu, Dánsku a Švýcarsku, zlaté v Japonsku, Velké Británii, Austrálii, Novém Zélandu a Maďarsku.

- První album Bon Jovi, které debutovalo na první příčce v americké Billboard 200.